# Бехтеевское сельское поселение (Белгородская область)
Бехте́евское се́льское поселе́ние — муниципальное образование Корочанского района Белгородской области России.
Административный центр — село Бехтеевка.

## География
Бехтеевское сельское поселение расположено на левом берегу реки Короча. Граничит за западе с городом Короча. Поселение находится на южной окраине Среднерусской возвышенности, перепады высот на местности составляют от 120 до 220 метров над уровнем моря.

## Население
| 2010  | 2011  | 2012  | 2013  | 2014  | 2015  | 2016  | 2017  | 2018  |
| ----- | ----- | ----- | ----- | ----- | ----- | ----- | ----- | ----- |
| 4265  | ↘4258 | ↘4210 | ↗4266 | ↘4251 | ↗4312 | ↗4375 | ↗4432 | ↘4398 |
| 2019  | 2020  | 2021  |       |       |       |       |       |       |
| ↘4357 | ↘4307 | ↘4225 |       |       |       |       |       |       |

## Состав сельского поселения
| №  | Населённый пункт | Тип населённого пункта       | Население |
| -- | ---------------- | ---------------------------- | --------- |
| 1  | Бехтеевка        | село, административный центр | ↘3259     |
| 2  | Казанка          | село                         | ↘488      |
| 3  | Клиновец         | село                         | ↘194      |
| 4  | Колесников       | хутор                        | ↘16       |
| 5  | Косухин          | хутор                        | ↘49       |
| 6  | Кощин            | хутор                        | ↗95       |
| 7  | Лопин            | хутор                        | ↗17       |
| 8  | Марченко         | хутор                        | ↘34       |
| 9  | Остапенко-Второй | хутор                        | ↘26       |
| 10 | Остапенко-Первый | хутор                        | ↗46       |
| 11 | Поливанов        | хутор                        | ↘10       |

## Инфраструктура
На территории Бехтеевского сельского поселения расположены 87 предприятий различных форм собственности и направлений деятельности, которые делают в бюджет поселения значительные финансовые вливания. К услугам жителей предоставлено две общеобразовательные школы и детский сад, в котором в 2010 году открыто 3 дополнительные группы на 60 мест. На территории поселения функционируют три почтовых отделения, дополнительный офис Шебекинского отделения Сбербанка России, спортивный комплекс, детско-юношеская спортивная школа, две библиотеки и другие объекты социального назначения.